# Banyuasin
Banyuasin (ook wel Banyu Asin) is een regentschap in de provincie Zuid-Sumatra, Indonesië. Het regentschap heeft 654.286 inwoners (2000) en heeft een oppervlakte van 11.823 km². De hoofdstad van het regentschap is Pangkalan Balai.
Banyuasin grenst in het noorden aan het regentschap Muaro Jambi (provincie Jambi) en aan de Straat Banka, in het oosten aan het regentschap Ogan Komering Ilir, in het zuiden aan het regentschap Ogan Komering Ilir, de stad Palembang en het regentschap Muara Enim en in het westen aan het regentschap Musi Banyuasin.
Het regentschap in onderverdeeld in 11 onderdistricten (kecamatan):
- Banyuasin I
- Banyuasin II
- Banyuasin III
- Betung
- Makarti Jaya
- Muara Padang
- Muara Telang
- Pulau Rimau
- Rambutan
- Rantau Bayur
- Talang Kelapa

Stadsgemeenten: Lubuklinggau · Pagar Alam · Palembang · Prabumulih

Regentschappen: Banyuasin · Empat Lawang · Lahat · Muara Enim · Musi Banyuasin · Musi Rawas · Ogan Ilir · Ogan Komering Ilir · Ogan Komering Ulu · Ogan Komering Ulu Timur · Ogan Komering Ulu Selatan